# Jabloň
Jabloň – wieś (obec) na Słowacji położona w kraju preszowskim, w powiecie Humenné. Pierwsze wzmianki o miejscowości pochodzą z roku 1405.
Według danych z dnia 31 grudnia 2010, wieś zamieszkiwało 418 osób, w tym 238 kobiet i 180 mężczyzn.
W 2001 roku rozkład populacji względem narodowości i przynależności etnicznej wyglądał następująco:
- Słowacy – 99,15%
- Rusini – 0,43%
- Ukraińcy – 0,21%